# Eisenbahnunfall von Sangi
Der Eisenbahnunfall von Sangi war der Auffahrunfall des Schnellzuges „Zakaria Bahauddin“ der Pakistan Railways auf einen stehenden Güterzug im Bahnhof von Sangi, in der Nähe von Sukkur, in der Provinz Sindh, in Pakistan, am 4. Januar 1990. 307 Menschen starben. Es war der folgenreichste Eisenbahnunfall in Pakistan.

## Ausgangslage
Der Nachtzug von Multan nach Karachi war mit 16 Wagen unterwegs, die Platz für 1400 Reisende boten. Tatsächlich aber reisten sehr viel mehr Menschen mit. Der Zug war am frühen Morgen mit etwa 55 km/h unterwegs. Fahrplanmäßig sollte er den Bahnhof von Sangi ohne Halt durchfahren. Um einen Güterzug mit 67 leeren Güterwagen zu überholen, war dieser auf ein Überholungsgleis geleitet worden.

## Unfallhergang
Nachdem der Güterzug in das Überholungsgleis eingefahren war, wurde das Einfahrsignal des Bahnhofs auf „Fahrt frei“ gestellt und vergessen, zuvor die Weiche, die in das Überholgleis führte, zurückzustellen. Der folgende Personenzug fuhr so auf den stehenden Güterzug auf. Die Lokomotive des Schnellzuges überschlug sich, wobei der Lokomotivführer überlebte. Die folgenden drei Personenwagen wurden zertrümmert.

## Folgen
307 Menschen starben, 400–700 (je nach Quelle) wurden darüber hinaus verletzt.
Drei diensttuende Mitarbeiter des Bahnhofs von Sangi wurden wegen fahrlässiger Tötung angeklagt.